# Okina (nô)
Okina (ou Kamiaru) est un genre de théâtre nô.
Le genre Okina ne fait pas véritablement référence à une pièce de théâtre dramatisée, mais à un rituel shintoïste, fortement codifié. La représentation se structure autour de trois personnages (un jeune homme, Senzai, et deux vieillards, Okina et Sanbaso) et d'un chœur, situé à l'arrière de la scène.
Les premières pièces Okina apparaissent au cours des premiers siècles du IIe millénaire, avant même la constitution du Théâtre Nô. Le genre reste très répandu dans les écoles de théâtre nô.